# Heinrich Johann Sinkel
Heinrich Johann Sinkel (né le 6 janvier 1835 à Almelo, mort le 15 janvier 1908 à Düsseldorf) est un peintre néerlandais.

## Biographie
Hendrikus Joannis Sinkel étudie à l'académie des beaux-arts de Düsseldorf sous la direction du nazaréen Karl Müller à partir de 1857, et auprès de Franz Ittenbach, dont il est l'un des meilleurs étudiants.
Sinkel travaille à Almelo jusqu'en 1861, fait un voyage d'étude en Italie en 1867 et vit ensuite à Weert jusqu'en 1871. Il s'installe à Deventer, où il épouse Cathrina Agnes Blom (née le 14 janvier 1843 à Zwolle, morte le 10 février 1913 à Düsseldorf) en 1871, puis s'installe à Düsseldorf en 1874, où il vit jusqu'à sa mort.

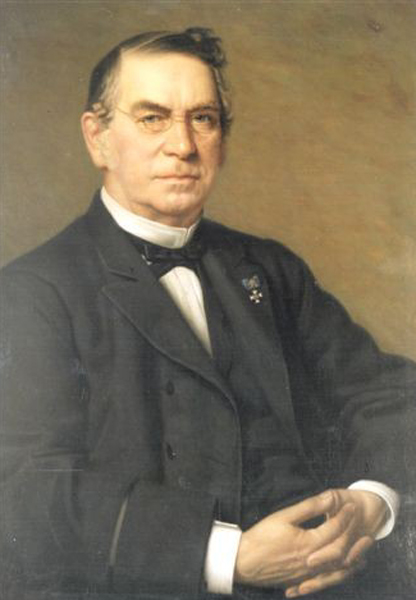
Portrait de Carl Leverkus, 1880.

Sous l'influence de ses professeurs, Sinkel peint d'abord des tableaux religieux dans le strict style nazaréen, en particulier des tableaux de la Madone. Les portraits ultérieurs font partie de son répertoire et il devient un peintre de portraits recherché. Il a des expositions à Zwolle en 1855, à Gand en 1874 et en 1880 à l'exposition générale d'art allemand à Düsseldorf avec des portraits du comte et de la comtesse von Spee.
Sinkel est membre de l'association des artistes Malkasten. Il achète une maison à Düsseldorf, au Oststrasse 34, au peintre Karl Hoff après que ce dernier est appelé à Karlsruhe en 1878.